# Чернушка кавказская
Чернушка кавказская (лат. Erebia graucasica ) — дневная бабочка из семейства бархатниц, вид рода Erebia. Длина переднего крыла 18 — 23 мм.

## Ареал и места обитания
Субальпийская и нижняя часть альпийской зоны Большого Кавказа, Малый Кавказ, локально в Армении, Иранском Азербайджане, Восточно-Понтийские горы в Турции. Субальпийская и альпийская зона Центрального Кавказа: от запада Карачаево-Черкесии (Дженту) до востока Северной Осетии. Многочисленный вид в Приэльбрусье, где вид не встречаются ниже 2300 м над ур. м.
Бабочки населяют субальпийские разнотравные луга, нижняя часть альпийских лугов на высотах от 1700 до 3000 м над уровнем море.

## Биология
Развивается в одном поколении за год. Время лёта длится со второй половины июля по август. Бабочки летают по участкам с цветущей растительностью, иногда присаживаются на камни и почву. Часто держатся в злаковых дерновинах у каменистых массивов, у скалистых обнажениях. Бабочки активно летают а солнечную погоду. Самки откладывают яйца на злаки и соседнюю растительность. Яйцо овальной формы, несколько ребристое, зеленоватого цвета, блестящее, длиной около 1 мм. Стадия яйца длится около 10 дней. Гусеница тёмно окрашенная. Днём она не активна и прячется у корней злаков. Гусеница зимует на 2 — 3 возрастах. Кормовые растения гусениц — мятлик. Окукливаются происходит в верхнем слое почвы или в подстилке.